# Athyrium mearnsianum
Athyrium mearnsianum là một loài thực vật có mạch trong họ Woodsiaceae. Loài này được (Copel.) Alderw. miêu tả khoa học đầu tiên năm 1917.